# Eliminatórias da Copa do Mundo de Futebol Feminino de 2019
As eliminatórias da Copa do Mundo Feminina da FIFA 2019 decidiram 23 das 24 equipes que disputaram a Copa do Mundo de Futebol Feminino de 2019, como as anfitriãs da França que se classificaram automaticamente. Foi a oitava Copa do Mundo de Futebol Feminino, o torneio mundial quadrienal de futebol feminino da FIFA e o terceiro a ser realizado na Europa, depois da Copa do Mundo de 1995, na Suécia, e da Copa do Mundo de 2011, na Alemanha.
Os jogos de qualificação começaram em abril de 2017 e se encerraram em dezembro de 2018. A distribuição das vagas se deu da seguinte maneira:
- África (CAF): 3 vagas
- Ásia (AFC): 5 vagas
- Europa (UEFA): 8 vagas (incluindo a França, classificada automaticamente como anfitriã)
- América do Norte, Central e Caribe (CONCACAF): 3,5 vagas
- Oceania (OFC): 1 vaga
- América do Sul (CONMEBOL): 2,5 vagas

Entre o processo eliminatório por confederação, mais uma vaga esteve disponível através de uma repescagem intercontinental entre CONMEBOL e CONCACAF.

## Seleções qualificadas
| Confederação               | Seleção        | Classificada como                              | Data da classificação  | Aparições | Aparições consecutivas | Última aparição | Melhor resultado                         |
| -------------------------- | -------------- | ---------------------------------------------- | ---------------------- | --------- | ---------------------- | --------------- | ---------------------------------------- |
| UEFA (8 vagas + país sede) | França         | País-sede                                      | 19 de março de 2015    | 4ª        | 3                      | 2015            | 4º lugar (2011)                          |
| UEFA (8 vagas + país sede) | Inglaterra     | Vencedora do Grupo 1 das Eliminatórias da UEFA | 31 de agosto de 2018   | 5ª        | 4                      | 2015            | 3º lugar (2015)                          |
| UEFA (8 vagas + país sede) | Escócia        | Vencedora do Grupo 2 das Eliminatórias da UEFA | 4 de setembro de 2018  | 1ª        | 1                      | –               | Estreante                                |
| UEFA (8 vagas + país sede) | Noruega        | Vencedora do Grupo 3 das Eliminatórias da UEFA | 4 de setembro de 2018  | 8ª        | 8                      | 2015            | Campeã (1995)                            |
| UEFA (8 vagas + país sede) | Suécia         | Vencedora do Grupo 4 das Eliminatórias da UEFA | 4 de setembro de 2018  | 8ª        | 8                      | 2015            | Vice-campeã (2003)                       |
| UEFA (8 vagas + país sede) | Alemanha       | Vencedora do Grupo 5 das Eliminatórias da UEFA | 4 de setembro de 2018  | 8ª        | 8                      | 2015            | Campeã (2003 e 2007)                     |
| UEFA (8 vagas + país sede) | Itália         | Vencedora do Grupo 6 das Eliminatórias da UEFA | 8 de junho de 2018     | 3ª        | 1                      | 1999            | Quartas de final (1991)                  |
| UEFA (8 vagas + país sede) | Espanha        | Vencedora do Grupo 7 das Eliminatórias da UEFA | 8 de junho de 2018     | 2ª        | 2                      | 2015            | Fase de grupos (2015)                    |
| UEFA (8 vagas + país sede) | Países Baixos  | Vencedora da Repescagem da UEFA                | 13 de novembro de 2018 | 2ª        | 2                      | 2015            | Oitavas de final (2015)                  |
| AFC (5 vagas)              | Japão          | Campeã da Copa da Ásia de 2018                 | 13 de abril de 2018    | 8ª        | 8                      | 2015            | Campeã (2011)                            |
| AFC (5 vagas)              | Austrália      | Vice-campeã da Copa da Ásia de 2018            | 13 de abril de 2018    | 7ª        | 7                      | 2015            | Quartas de final (2007, 2011 e 2015)     |
| AFC (5 vagas)              | China          | 3ª lugar da Copa da Ásia de 2018               | 9 de abril de 2018     | 7ª        | 2                      | 2015            | Vice-campeã (1999)                       |
| AFC (5 vagas)              | Tailândia      | 4ª lugar da Copa da Ásia de 2018               | 12 de abril de 2018    | 2ª        | 2                      | 2015            | Fase de grupos (2015)                    |
| AFC (5 vagas)              | Coreia do Sul  | 5ª lugar da Copa da Ásia de 2018               | 16 de abril de 2018    | 3ª        | 2                      | 2015            | Oitavas de final (2015)                  |
| CAF (3 vagas)              | Nigéria        | Campeã do Campeonato Africano de 2018          | 27 de novembro de 2018 | 8ª        | 8                      | 2015            | Quartas de final (1999)                  |
| CAF (3 vagas)              | África do Sul  | Vice-campeã do Campeonato Africano de 2018     | 27 de novembro de 2018 | 1ª        | 1                      | –               | Estreante                                |
| CAF (3 vagas)              | Camarões       | 3º lugar do Campeonato Africano de 2018        | 30 de novembro de 2018 | 2ª        | 2                      | 2015            | Oitavas de final (2015)                  |
| CONCACAF (3 vagas)         | Estados Unidos | Campeã do Campeonato da CONCACAF de 2018       | 14 de outubro de 2018  | 8ª        | 8                      | 2015            | Campeã (1991, 1999 e 2015)               |
| CONCACAF (3 vagas)         | Canadá         | Vice-campeã do Campeonato da CONCACAF de 2018  | 14 de outubro de 2018  | 7ª        | 7                      | 2015            | 4º lugar (2003)                          |
| CONCACAF (3 vagas)         | Jamaica        | 3º lugar do Campeonato da CONCACAF de 2018     | 17 de outubro de 2018  | 1ª        | 1                      | –               | Estreante                                |
| CONMEBOL (3 vagas)         | Brasil         | Campeã da Copa América de 2018                 | 19 de abril de 2018    | 8ª        | 8                      | 2015            | Vice-campeã (2007)                       |
| CONMEBOL (3 vagas)         | Chile          | Vice-campeã da Copa América de 2018            | 22 de abril de 2018    | 1ª        | 1                      | –               | Estreante                                |
| CONMEBOL (3 vagas)         | Argentina      | Vencedora da repescagem intercontinental       | 13 de novembro de 2018 | 3ª        | 1                      | 2007            | Fase de grupos (2003 e 2007)             |
| OFC (1 vaga)               | Nova Zelândia  | Campeã do Campeonato da Oceania de 2018        | 1 de dezembro de 2018  | 5ª        | 4                      | 2015            | Fase de grupos (1991, 2007, 2011 e 2015) |

## Eliminatórias

### Ásia (AFC)
Como no ciclo anterior da Copa do Mundo, a Copa da Ásia de Futebol Feminino serviu como o torneio classificatório da Copa do Mundo para os membros da AFC.
- Torneio final: Um total de oito equipes disputaram a Copa Asiática Feminina da AFC de 2018, que aconteceu de 6 a 20 de abril de 2018, na Jordânia.[2][3] Eles foram divididos em dois grupos de quatro equipes. As duas melhores equipes de cada grupo se classificaram para a Copa do Mundo Feminina da FIFA 2019 e avançaram para a fase eliminatória, enquanto as equipes terceiro colocadas de cada grupo avançaram para o play-off, onde o vencedor fora qualificado para a Copa do Mundo.

Fase de grupos
|  | Equipes qualificadas para a Copa do Mundo Feminina de 2019                    |
|  | Equipes terceiro colocadas disputam o quinto lugar para Copa do Mundo de 2019 |

| Grupo A   | Grupo A | Grupo A |
| Equipe    | Pts     | Jogos   |
| --------- | ------- | ------- |
| China     | 9       | 3       |
| Tailândia | 6       | 3       |
| Filipinas | 3       | 3       |
| Jordânia  | 0       | 3       |

| Grupo B       | Grupo B | Grupo B |
| Equipe        | Pts     | Jogos   |
| ------------- | ------- | ------- |
| Austrália     | 5       | 3       |
| Japão         | 5       | 3       |
| Coreia do Sul | 5       | 3       |
| Vietnã        | 0       | 3       |

Fase final
|  | Semifinais        | Semifinais        |   |                   | Final             | Final |  |
|  |                   |                   |   |                   |                   |       |  |
|  | 17 de abril – Amã |                   |   |                   |                   |       |  |
|  | China             | 1                 |   |                   |                   |       |  |
|  | Japão             | 3                 |   |                   |                   |       |  |
|  |                   |                   |   |                   |                   |       |  |
|  |                   |                   |   |                   | 20 de abril – Amã |       |  |
|  |                   |                   |   |                   | Japão             | 1     |  |
|  |                   | Austrália         | 0 |                   |                   |       |  |
|  |                   |                   |   |                   |                   |       |  |
|  |                   |                   |   |                   |                   |       |  |
|  |                   |                   |   |                   | Terceiro lugar    |       |  |
|  | 17 de abril – Amã | 17 de abril – Amã |   | 20 de abril – Amã | 20 de abril – Amã |       |  |
|  | Austrália (pen)   | 2 (3)             |   | China             | 3                 |       |  |
|  | Tailândia         | 2 (1)             |   |                   | Tailândia         | 1     |  |

|  | Quinto lugar      |   |
|  |                   |   |
|  | 16 de abril – Amã |   |
|  |                   |   |
|  | Filipinas         | 0 |
|  | Filipinas         | 0 |
|  | Coreia do Sul     | 5 |
|  | Coreia do Sul     | 5 |

### África (CAF)
Como no ciclo anterior da Copa do Mundo, o Campeonato Africano de Futebol Feminino será o torneio de qualificação para os membros da (CAF).
- Torneio final: Um total de oito equipas disputará a Taça das Nações Africanas de 2018, que decorrerá de 17 de novembro a 1 de dezembro de 2018, no Gana.[4][5] Elas foram sorteadas em dois grupos de quatro equipes. As duas primeiras equipes de cada grupo avançam para a fase eliminatória, onde os vencedores das semifinais e o terceiro lugar do play-off se classificam para a Copa do Mundo.

A Guiné Equatorial foi banida pela FIFA para se classificar a Copa do Mundo de 2019 independente da sua performance na Copa Africana Feminina de Nações.
Fase de grupos
| Grupo A  | Grupo A | Grupo A |
| Equipe   | Pts     | Jogos   |
| -------- | ------- | ------- |
| Camarões | 7       | 3       |
| Mali     | 6       | 3       |
| Gana     | 4       | 3       |
| Argélia  | 0       | 3       |

| Grupo B          | Grupo B | Grupo B |
| Equipe           | Pts     | Jogos   |
| ---------------- | ------- | ------- |
| África do Sul    | 7       | 3       |
| Nigéria          | 6       | 3       |
| Zâmbia           | 4       | 3       |
| Guiné Equatorial | 0       | 3       |

Fase final
|  | Semifinais                  | Semifinais                  |       |                             | Final                       | Final |  |
|  |                             |                             |       |                             |                             |       |  |
|  | 27 de novembro – Acra       |                             |       |                             |                             |       |  |
|  | Camarões                    | 0 (2)                       |       |                             |                             |       |  |
|  | Nigéria (pen)               | 0 (4)                       |       |                             |                             |       |  |
|  |                             |                             |       |                             |                             |       |  |
|  |                             |                             |       |                             | 1 de dezembro – Acra        |       |  |
|  |                             |                             |       |                             | Nigéria (pen)               | 0 (4) |  |
|  |                             | África do Sul               | 0 (3) |                             |                             |       |  |
|  |                             |                             |       |                             |                             |       |  |
|  |                             |                             |       |                             |                             |       |  |
|  |                             |                             |       |                             | Terceiro lugar              |       |  |
|  | 27 de novembro – Cape Coast | 27 de novembro – Cape Coast |       | 30 de novembro – Cape Coast | 30 de novembro – Cape Coast |       |  |
|  | África do Sul               | 2                           |       | Camarões                    | 4                           |       |  |
|  | Mali                        | 0                           |       |                             | Mali                        | 2     |  |

### América do Norte, Central e Caribe (CONCACAF)
Como no ciclo anterior da Copa do Mundo, o Campeonato Feminino da CONCACAF serviu como um torneio classificatório da Copa do Mundo para os membros da (CONCACAF).
- Torneio final: Um total de oito equipes disputaram o Campeonato Feminino 2018 da CONCACAF, que aconteceu de 4 a 17 de outubro de 2018 nos Estados Unidos.[7] Elas foram sorteadas em dois grupos de quatro equipes. As duas primeiras equipes de cada grupo avançaram para a fase eliminatória, onde as vencedoras das semifinais e o terceiro lugar do play-off se classificaram para a Copa do Mundo. O perdedor do terceiro lugar entrou na repescagem intercontinental CONCACAF-CONMEBOL.

Fase de grupos
| Grupo A           | Grupo A | Grupo A |
| Equipe            | Pts     | Jogos   |
| ----------------- | ------- | ------- |
| Estados Unidos    | 9       | 3       |
| Panamá            | 6       | 3       |
| México            | 3       | 3       |
| Trinidad e Tobago | 0       | 3       |

| Grupo B    | Grupo B | Grupo B |
| Equipe     | Pts     | Jogos   |
| ---------- | ------- | ------- |
| Canadá     | 9       | 3       |
| Jamaica    | 6       | 3       |
| Costa Rica | 3       | 3       |
| Cuba       | 0       | 3       |

Fase final
|  | Semifinais             | Semifinais             |   |                        | Final                  | Final |  |
|  |                        |                        |   |                        |                        |       |  |
|  | 14 de outubro – Frisco |                        |   |                        |                        |       |  |
|  | Panamá                 | 0                      |   |                        |                        |       |  |
|  | Canadá                 | 7                      |   |                        |                        |       |  |
|  |                        |                        |   |                        |                        |       |  |
|  |                        |                        |   |                        | 17 de outubro – Frisco |       |  |
|  |                        |                        |   |                        | Canadá                 | 0     |  |
|  |                        | Estados Unidos         | 2 |                        |                        |       |  |
|  |                        |                        |   |                        |                        |       |  |
|  |                        |                        |   |                        |                        |       |  |
|  |                        |                        |   |                        | Terceiro lugar         |       |  |
|  | 14 de outubro – Frisco | 14 de outubro – Frisco |   | 17 de outubro – Frisco | 17 de outubro – Frisco |       |  |
|  | Estados Unidos         | 6                      |   | Panamá                 | 2 (2)                  |       |  |
|  | Jamaica                | 0                      |   |                        | Jamaica (pen)          | 2 (4) |  |

### América do Sul (CONMEBOL)
Como no ciclo anterior da Copa do Mundo, a Copa América Feminina serviu como o torneio classificatório da Copa do Mundo para os membros da (CONMEBOL).
- Torneio final: Um total de dez equipes disputaram a Copa América Feminina de 2018, que foi realizada entre 4 e 22 de abril de 2018 no Chile.[8][9] Elas foram sorteados em dois grupos de cinco equipes. As duas melhores equipes de cada grupo avançaram para a fase final, onde as duas melhores se classificaram para a Copa do Mundo. A terceira equipe disputou a repescagem intercontinental CONCACAF-CONMEBOL.

Fase final
|  | Equipes qualificadas para a Copa do Mundo Feminina de 2019 |
|  | Equipe qualificada para a repescagem intercontinental      |

| Seleção   | Pts | Jogos |
| --------- | --- | ----- |
| Brasil    | 9   | 3     |
| Chile     | 4   | 3     |
| Argentina | 3   | 3     |
| Colômbia  | 1   | 3     |

### Oceania (OFC)
- Torneio final: Um total de oito equipes disputará o torneio final, que será realizado entre 18 de novembro e 1 de dezembro de 2018 em Nova Caledônia.[10] Para a fase de grupos, eles foram divididas em dois grupos de quatro equipes. As duas primeiras de cada grupo avançam para a fase eliminatória (semifinais e final) para decidir o vencedor da Campeonato da Oceania de Futebol Feminino que se classifica para a Copa do Mundo.

Fase de grupos
| Grupo A          | Grupo A | Grupo A |
| Equipe           | Pts     | Jogos   |
| ---------------- | ------- | ------- |
| Papua-Nova Guiné | 9       | 3       |
| Nova Caledônia   | 6       | 3       |
| Taiti            | 1       | 3       |
| Samoa            | 1       | 3       |

| Grupo B       | Grupo B | Grupo B |
| Equipe        | Pts     | Jogos   |
| ------------- | ------- | ------- |
| Nova Zelândia | 9       | 3       |
| Fiji          | 6       | 3       |
| Tonga         | 3       | 3       |
| Ilhas Cook    | 0       | 3       |

Fase final
|  | Semifinais             | Semifinais             |   |                        | Final                  | Final |  |
|  |                        |                        |   |                        |                        |       |  |
|  | 28 de novembro – Maré  |                        |   |                        |                        |       |  |
|  | Papua-Nova Guiné       | 1                      |   |                        |                        |       |  |
|  | Fiji                   | 5                      |   |                        |                        |       |  |
|  |                        |                        |   |                        |                        |       |  |
|  |                        |                        |   |                        | 1 de dezembro – Nouméa |       |  |
|  |                        |                        |   |                        | Fiji                   | 0     |  |
|  |                        | Nova Zelândia          | 8 |                        |                        |       |  |
|  |                        |                        |   |                        |                        |       |  |
|  |                        |                        |   |                        |                        |       |  |
|  |                        |                        |   |                        | Terceiro lugar         |       |  |
|  | 28 de novembro – Lifou | 28 de novembro – Lifou |   | 1 de dezembro – Nouméa | 1 de dezembro – Nouméa |       |  |
|  | Nova Zelândia          | 8                      |   | Papua-Nova Guiné       | 7                      |       |  |
|  | Nova Caledônia         | 0                      |   |                        | Nova Caledônia         | 1     |  |

### Europa (UEFA)

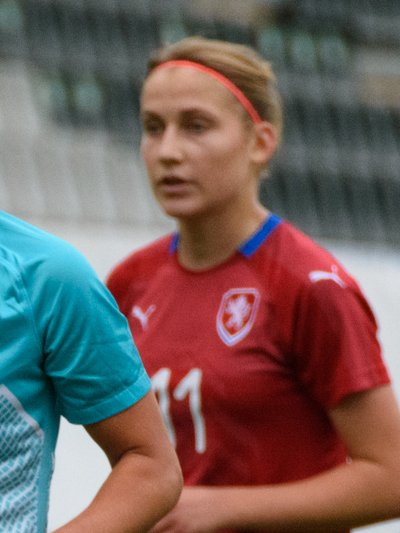
Kamila Dubcová da Tchéquia durante uma partida das eliminatórias europeias

Como no ciclo anterior da Copa do Mundo, a UEFA organizou um torneio para os seus membros, concebido apenas para as eliminatórias da Copa do Mundo.
- Fase de grupos: Um total de 35 equipes, incluindo as 30 equipes mais bem classificadas que receberem byes e as cinco classificadas da fase preliminar, disputaram a fase de grupos das eliminatórias, que foi realizada em datas do calendário internacional feminino da FIFA, entre 11 de setembro de 2017 a 4 de setembro de 2018. Foram sorteados sete grupos de cinco equipes, onde cada grupo foi disputado no formato de todas contra todas em jogos de ida e volta. As sete vencedoras de cada grupo se qualificaram para a Copa do Mundo, enquanto as quatro melhores segundos colocadas (sem contar os resultados contra o quinto colocado) avançaram para os play-offs.
- Play-offs: As quatro equipas disputaram duas rondas em jogos de ida e volta, entre 1 e 9 de outubro e entre 5 e 13 de novembro de 2018, onde o vencedor da segunda ronda do "play-off" qualificou-se para a Copa do Mundo.

Fase de grupos
|  | Equipes qualificadas para a Copa do Mundo Feminina de 2019 |
|  | Equipes qualificadas para o play-off                       |

| Grupo 1              | Grupo 1 | Grupo 1 |
| Seleção              | Pts     | Jogos   |
| -------------------- | ------- | ------- |
| Inglaterra           | 22      | 8       |
| País de Gales        | 17      | 8       |
| Rússia               | 13      | 8       |
| Bósnia e Herzegovina | 3       | 8       |
| Cazaquistão          | 3       | 8       |

| Grupo 2      | Grupo 2 | Grupo 2 |
| Seleção      | Pts     | Jogos   |
| ------------ | ------- | ------- |
| Escócia      | 21      | 8       |
| Suíça        | 19      | 8       |
| Polônia      | 11      | 8       |
| Albânia      | 4       | 8       |
| Bielorrússia | 3       | 8       |

| Grupo 3          | Grupo 3 | Grupo 3 |
| Seleção          | Pts     | Jogos   |
| ---------------- | ------- | ------- |
| Noruega          | 21      | 8       |
| Países Baixos    | 19      | 8       |
| Irlanda          | 13      | 8       |
| Irlanda do Norte | 3       | 8       |
| Eslováquia       | 3       | 8       |

| Grupo 4   | Grupo 4 | Grupo 4 |
| Seleção   | Pts     | Jogos   |
| --------- | ------- | ------- |
| Suécia    | 21      | 8       |
| Dinamarca | 16      | 8       |
| Ucrânia   | 13      | 8       |
| Hungria   | 4       | 8       |
| Croácia   | 3       | 8       |

| Grupo 5         | Grupo 5 | Grupo 5 |
| Seleção         | Pts     | Jogos   |
| --------------- | ------- | ------- |
| Alemanha        | 21      | 8       |
| Islândia        | 17      | 8       |
| República Checa | 14      | 8       |
| Eslovênia       | 6       | 8       |
| Ilhas Faroé     | 0       | 8       |

| Grupo 6  | Grupo 6 | Grupo 6 |
| Seleção  | Pts     | Jogos   |
| -------- | ------- | ------- |
| Itália   | 21      | 8       |
| Bélgica  | 19      | 8       |
| Portugal | 11      | 8       |
| Roménia  | 5       | 8       |
| Moldávia | 1       | 8       |

| Grupo 7   | Grupo 7 | Grupo 7 |
| Seleção   | Pts     | Jogos   |
| --------- | ------- | ------- |
| Espanha   | 24      | 8       |
| Áustria   | 16      | 8       |
| Finlândia | 10      | 8       |
| Sérvia    | 7       | 8       |
| Israel    | 1       | 8       |

Play-offs
As duas participantes com melhor coeficiente foram sorteados contra as outras duas equipas na primeira eliminatória, realizada em dois jogos. As vencedoras destes encontros defrontam-se depois na segunda eliminatória, de modo a decidir quem garantiria a última vaga para a Copa do Mundo.
|  | Play-off semifinal | Play-off semifinal | Play-off semifinal | Play-off semifinal |   |               | Play-off final | Play-off final | Play-off final | Play-off final |
|  |                    |                    |                    |                    |   |               |                |                |                |                |
|  | Países Baixos      | 2                  | 2                  | 4                  |   |               |                |                |                |                |
|  | Dinamarca          | 0                  | 1                  | 1                  |   |               |                |                |                |                |
|  | Dinamarca          | 0                  | 1                  | 1                  |   | Países Baixos | 3              | 1              | 4              |                |
|  |                    |                    |                    |                    |   | Países Baixos | 3              | 1              | 4              |                |
|  |                    | Suíça              | 0                  | 1                  | 1 |               |                |                |                |                |
|  | Bélgica            | Suíça              | 0                  | 1                  | 1 | 2             | 1              | 3              |                |                |
|  | Bélgica            |                    |                    |                    |   | 2             | 1              | 3              |                |                |
|  | Suíça              | 2                  | 1                  | 3                  |   |               |                |                |                |                |

### Repescagem intercontinental
O play-off entre confederações foi disputado entre a quarta colocada da CONCACAF (Panamá) e a terceira colocada da CONMEBOL (Argentina). A vencedora se qualificou automaticamente para a Copa do Mundo.
O sorteio da ordem das partidas foi realizado a 9 de junho de 2018, em Zurique, durante uma reunião entre os secretários-gerais da CONCACAF e da CONMEBOL. A Argentina foi sorteada para sediar a primeira partida, enquanto a equipe da CONCACAF (identidade não conhecida no momento do sorteio) foi sorteada para sediar a segunda partida.
Os jogos tiveram lugar durante o calendário internacional das mulheres, nos dias 8 e 13 de novembro de 2018.
| Equipe 1  | Total | Equipe 2 | 1.º jogo | 2.º jogo |
| --------- | ----- | -------- | -------- | -------- |
| Argentina | 5–1   | Panamá   | 4–0      | 1–1      |

## Artilharia
19 gols (1)
- JAM Khadija Shaw

14 gols (1)
- JOR Maysa Jbarah

10 gols (1)
- BEL Janice Cayman

9 gols (4)
- COL Catalina Usme
- CUB María Pérez
- FIJ Trina Davis
- JOR Stephanie Al-Naber

8 gols (4)
- ETH Loza Abera
- MYA Win Theingi Tun
- NZL Sarah Gregorius
- PNG Meagen Gunemba

7 gols (12)
- CHN Li Ying
- CUB Rachel Peláez
- DEN Nadia Nadim
- ESP Jennifer Hermoso
- FIJ Cema Nasau
- FIJ Luisa Tamanitoakula
- ITA Cristiana Girelli
- JOR Shahnaz Jebreen
- NED Vivianne Miedema
- NOR Lisa-Marie Karlseng Utland
- TTO Kayla Taylor
- USA Alex Morgan

6 gols (20)
- BRA Bia Zaneratto
- CAN Adriana Leon
- DEN Sanne Troelsgaard Nielsen
- ENG Nikita Parris
- GER Alexandra Popp
- GER Lea Schüller
- IRN Zahra Ghanbari
- JAM Jody Brown
- KOR Cho So-hyun
- NED Sherida Spitse
- NGA Desire Oparanozie
- NOR Caroline Graham Hansen
- NZL Emma Rolston
- NZL Rosie White
- RUS Elena Danilova
- RUS Nadezhda Smirnova
- SKN Phoenetia Browne
- SUI Lara Dickenmann
- TTO Mariah Shade
- VIE Huỳnh Như